# Париски уговор (1951)
Уговором о Европској заједници за угаљ и челик, који се још назива и Париским уговором, потписаним 18. априла 1951. године између Белгије, Француске, Немачке (тада Западна Немачка), Италије, Луксембурга и Холандије, утемељена је Европска заједница за угаљ и челик (ЕЗУЧ), која је 1993. године постала део Европске уније. Уговор је истекао 23. јула 2002. године, педесет година након што је ступио на снагу.
Заједница је настала на основу тзв. Шуманове декларације, а идејни творац заједнице је Жан Моне, европски федералиста и касније председник Високе власти. Заједница је имала првенствено циљ да под контролу стави производњу угља и челика, односно војну индустрију и на тај начин дугорочно и плански предупреди избијање нових ратова у Европи.
Органи власти били су Висока власт, Суд правде, Савет и Заједничка скупштина.